# Catocala agatha
Catocala agatha là một loài bướm đêm trong họ Erebidae.